# NP Askanija Nova
Askanija Nova (ukr. Асканія-Нова) je prirodni rezervat osnovan 1874. godine; nacionalni park od 1919. godine, i zaštićeno područje od posebnog državnog interesa u južnoj Ukrajini. Rezervat je osnovan njemački doseljenik Friedrich von Falz-Fein, a danas se nalazi u sklopu Hersonske oblasti. Obuhvaća površinu veću od 30 tisuća hektara. 

## Povijest rezervata
U drugoj polovici 18. stoljeća, u sklopu ekspanzije Ruskog Carstva, na prostore južne Ukrajine pristižu mnogobrojni njemački doseljenici. Za isti ravničarski prostor karakteristična je ukrajinska stepa te bogat životinjski svijet. Taj ukrajinski prostor prethodno poznat kao »Divlja polja« bio je stoljećima rijetko naseljen ljudima s obzirom na to da je predstavljao središte vojnih sukoba između kozačkih i tatarskih snaga. 
Jedan od njemačkih slaveniziranih doseljenika Frederik Eduardovyč Falc-Fein prepoznao je prostor kao jedinstven u Europi te ga je 1874. odlučio zaštiti pritom dovodeći i druge rijetke životinjske vrste iz Afrike i Azije. Stvoreni su posebni odjeljci za životinje i biljke odnosno zološki i botanički vrtovi. U konačnici do Prvog svjetskog rata u Askaniji Novoj našlo se brojnih životinjskih i biljnih vrsta. 
Nakon Drugog svjetskog rata broj vrsta se smanjio, ali je rezervat i dalje među atraktivnijima u Europi. Na njemu se provode različita ekološka i druga istraživanja, uzgajaju se rijetke ili rasne vrste životinja, između ostalog i konji. Mjesto je danas postalo jedna od glavnih turističkih atrakcija u Ukrajini.

## Vanjske poveznice
- Askaniya-Nova National Reserve and its wonders (eng.)